# George Sudarshan

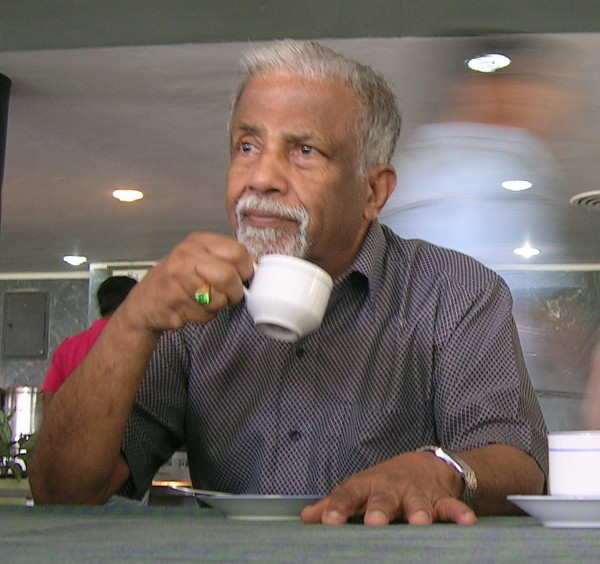
George Sudarshan (2009)

Ennackal Chandy George Sudarshan (häufig E.C.G. Sudarshan; * 16. September 1931 in Pallam, Distrikt Kottayam, Kerala; † 14. Mai 2018 in Texas) war ein indischer theoretischer Physiker.

## Leben
Sudarshan studierte am Madras Christian College (1948–1951) und der University of Madras, wo er 1952 seinen Master-Abschluss machte. 1951 bis 1955 war er am Tata Institute of Fundamental Research bei Homi Jehangir Bhabha. 1955 ging er an die University of Rochester in New York, wo er 1958 bei Robert Marshak promoviert wurde. Danach war er 1957 bis 1959 Corporation Fellow an der Harvard University (bei Julian Schwinger), ab 1959 Assistant Professor und ab 1961 Associate Professor an der Rochester University und ab 1964 Professor an der Syracuse University, wo er Direktor des Forschungsprogramms Elementarteilchenphysik war. 1962 wurde er Fellow der American Physical Society. Ab 1969 war er Professor an der University of Texas at Austin (1970 bis 1991 Direktor des Centers for Particle Theory) sowie 1971 bis 1991 Senior Professor am Indian Institute of Science in Bangalore. Während der 1980er Jahre war er gleichzeitig fünf Jahre Direktor des Institute of Mathematical Sciences in Chennai.
2007 erhielt er die hohe indische Auszeichnung Padma Vibhushan und 1974 den Padma Bhushan. 1970 erhielt er den C.V. Raman Award, 1977 die Bose Medal, 1986 den Physikpreis der Third World Academy of Sciences, 2006 den Majoranapreis und 2010 die Dirac Medal der University of New South Wales. Er war Mitglied der indischen und ukrainischen Akademie der Wissenschaften und der Third World Academy of Sciences. Er war mehrfacher Ehrendoktor, u. a. der Universitäten in Madras und Delhi.

## Werk
Sudarshan lieferte fundamentale Beiträge auf mehreren Gebieten der Physik. Unabhängig von Richard Feynman und Murray Gell-Mann entwickelte er mit Robert Marshak die V-A-Theorie der schwachen Wechselwirkung, die die vereinheitlichte Eichtheorie der elektroschwachen Wechselwirkung vorbereitete, und unabhängig von Roy Glauber die Sudarshan-Glauber-Darstellung kohärenter Wellen in der Quantenoptik. Er entwickelte außerdem als einer der ersten eine Theorie der Tachyonen und führte mit Baidyanaith Misra den Quanten-Zeno-Effekt ein. Von Sudarshan stammen zahlreiche weitere Beiträge zur mathematischen Physik, Quantenfeldtheorie (u. a. Theorien mit indefiniter Metrik), dem Formalismus der Quantenmechanik und klassischer Dynamik. Er gab zum Beispiel neue Beweise des Spin-Statistik-Theorems, bewies einen Satz über die Trivialität einer Hamiltonschen Mechanik einer festen Anzahl von Teilchen, in der die Teilchen speziell-relativistischen Weltlinien folgen, und behandelte die stochastische Dynamik (offener) quantenmechanischer Systeme (zum Beispiel im Messprozess oder im Zerfall eines quantenmechanischen Zustands, Quanten-Zeno-Effekt).
Sudarshan war außerdem an indischer Philosophie interessiert (Vedanta), über die er auch Vorlesungen hielt.

## Schriften
- mit Robert Marshak: Introduction to Elementary Particle Physics. New York 1961
- mit John Klauder: Fundamentals of Quantum Optics. Benjamin 1968
- mit N. Mukunda: Classical Dynamics. A modern perspective. Wiley, 1976
- mit Tony Rothman: Doubt and Certainty. Perseus Books 1998
- mit Ian Duck: Pauli and the Spin-Statistics Theorem. World Scientific, 1998
- mit Giampiero Esposito und Giuseppe Marmo: From Classical to Quantum Mechanics. An Introduction to the Formalism, Foundations and Applications. Cambridge University Press, 2004